# Frullania convoluta
Frullania convoluta là một loài Rêu trong họ Jubulaceae. Loài này được Lindenb. & Hampe mô tả khoa học đầu tiên năm 1851.